# واکسن هپاتیت ای
واکسن هپاتیتِ آ (به انگلیسی: Hepatitis A vaccine)، یک واکسن است که برای جلوگیری از هپاتیت آ بکار می‌رود. این واکسن در حدود ۹۵٪ از موارد مؤثر است و ایمنی آن به مدت حداقل پانزده سال و احتمالاً برای تمام عمر فرد باقی می‌ماند. اگر از این واکسن استفاده می‌شود، دو دوز توصیه می‌شود که اولین دوز پس از سن یک سالگی توصیه می‌شود. روش تجویز آن از طریق تزریق به عضله است.
سازمان بهداشت جهانی (WHO) در مناطقی که این بیماری نسبتاً شایع است واکسیناسیون سراسری را توصیه می‌کند. جایی که این بیماری بسیار شایع است، واکسیناسیون گسترده توصیه نمی‌شود زیرا تقریباً همه افراد به طور معمول طریق عفونت در دوران کودکی ایمنی کسب می‌کنند. مرکز برای کنترل و پیشگیری بیماریها (CDC) واکسیناسیون بزرگسالانی که در معرض خطر بالا و تمام کودکان را توصیه می‌کند.
اثرات جانبی شدید بسیار نادر می‌باشند. درد در ناحیه تزریق در حدود ۱۵ درصد از کودکان و نیمی از بزرگسالان تجربه می‌شود. بیشتر واکسن‌ها دارای ویروس غیرفعال می‌باشند اما برخی نیز شامل ویروس تضعیف شده می‌باشند. واکسن‌های دارای ویروس تضعیف شده در دوران بارداری و در افرادی که دارای عملکرد ایمنی ضعیف می‌باشند توصیه نمی‌شود. چندین فرمول نیز هپاتیت آ را با واکسن‌های هپاتیت ب یا واکسن حصبه ترکیب می‌کنند.
اولین واکسن هپاتیتِ آ در سال ۱۹۹۱ در اروپا و در سال ۱۹۹۵ در ایالات متحده آمریکا مورد تأیید قرار گرفت. این واکسن در فهرست داروهای ضروری سازمان بهداشت جهانی ذکر شده است که عبارت است از مهمترین داروهای مورد نیاز در یک سیستم سلامت پایه. در ایالات متحده هزینه این واکسن بین ۵۰ تا ۱۰۰ دلار آمریکا است.